# Михраб

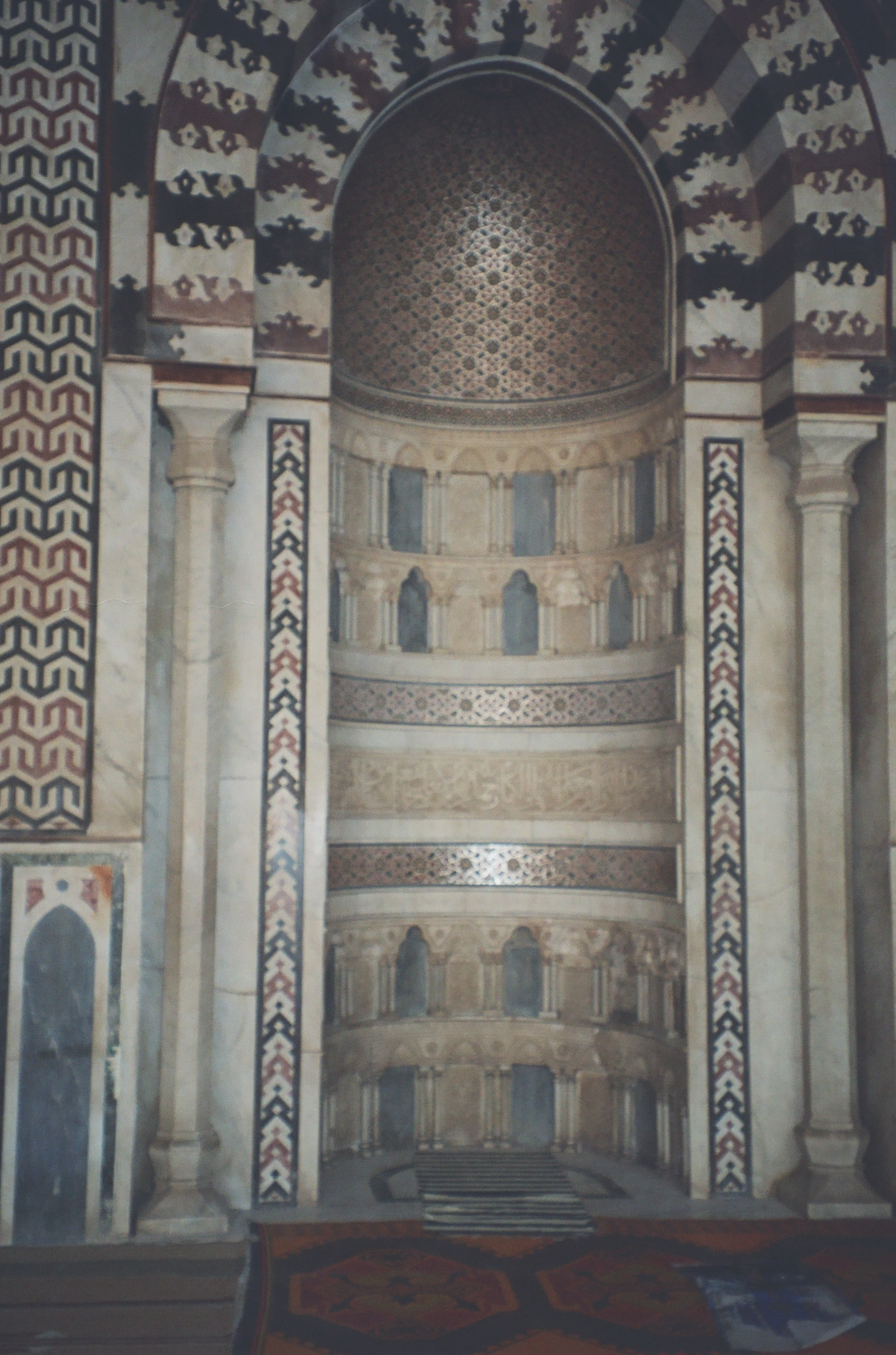
Михраб каирской мечети

Михра́б (араб.  مِحْراب ‎ — «направление молитвы») — ниша в стене мечети, указывающая направление на Мекку (киблу). Обычно имеет арочную форму, украшается орнаментом, резьбой. Упоминается в Коране (3:37). В верхней части михраба помещают коранические аяты (стихотворные фразы из Корана). Во времена Пророка Мухаммеда для указания киблы в мечетях устанавливали камни с отличительными знаками, или каким-либо образом помечали стену киблы.
Михраб чаще всего расположен в середине стены. Предназначен для того, чтобы в нём молился лицом к михрабу имам мечети, стоящий во главе намаза и руководящий им, поскольку во время молитвы имам должен быть впереди всех остальных молящихся. Михраб иногда сравнивают с апсидой христианского храма, но он не имеет ничего общего с алтарём.
Михрабы появились в арабской архитектуре в конце VII века, но получили распространение в VIII веке. Наиболее ранний образец — в виде накладной стрельчатой арки — сохранился в Куббат ас-Сахра на Храмовой горе в Иерусалиме (691). Со временем михрабы стали оформлять колоннами по сторонам, подковообразными арками со сталактитами, орнаментированными архивольтами, облицовывали поливными изразцами, инкрустировали смальтой и драгоценными камнями. Внутри михраба подвешивали горящую лампу, которая символизировала свет, согласно речению Пророка: «Аллах — Свет небес и земли. Его свет в душе верующего подобен нише, в которой находится светильник» (Коран, 24:35).